# Ancien Palais d'Été
Ne doit pas être confondu avec Palais d'Été.
L’ancien Palais d'Été ou parc Yuanming (chinois simplifié : 圆明园 ; chinois traditionnel : 圓明園 ; pinyin : Yuánmíng Yuán ; litt. « jardin de la clarté parfaite ») est un ancien palais impérial, édifié au XVIIe siècle et au début du XVIIIe siècle à 15 kilomètres au nord-ouest de la Cité interdite de Pékin, par les empereurs mandchous Yongzheng et Qianlong. Les empereurs de la dynastie Qing y résidaient et y menaient les affaires d'État (la Cité interdite étant destinée aux cérémonies officielles).
Reconnus pour leur vaste collection de jardins, d'architecture et d'autres œuvres d'art (un nom populaire en Chine était le « jardin des jardins », chinois simplifié : 万园之园 ; chinois traditionnel : 萬園之園 ; pinyin : wàn yuán zhī yuán), les jardins impériaux furent détruits par les troupes britanniques et françaises en 1860 lors de la seconde guerre de l'opium. Aujourd'hui, la destruction de l’ancien Palais d'Été est encore considérée comme le symbole de l'agression et de l'humiliation infligées à la Chine par l'Alliance franco-britannique. Y sont placés une statue de Victor Hugo et un texte qu'il avait écrit pour s'élever contre Napoléon III et les destructions de l'impérialisme français, pour rappeler que cela était non pas le fait d'une nation, mais celui d'un gouvernement.

## Situation et accès
L'ancien Palais d'Été est situé dans le district de Haidian, juste en dehors de la porte ouest de l'université Tsinghua, au nord de l'université de Pékin, et à l'est du Palais d'Été, reconstruit par l'impératrice Cixi.
Le site est desservi par la station Yuánmíngyuán Zhàn de la ligne 4 du métro de Pékin.

## Vue d'ensemble du site originel

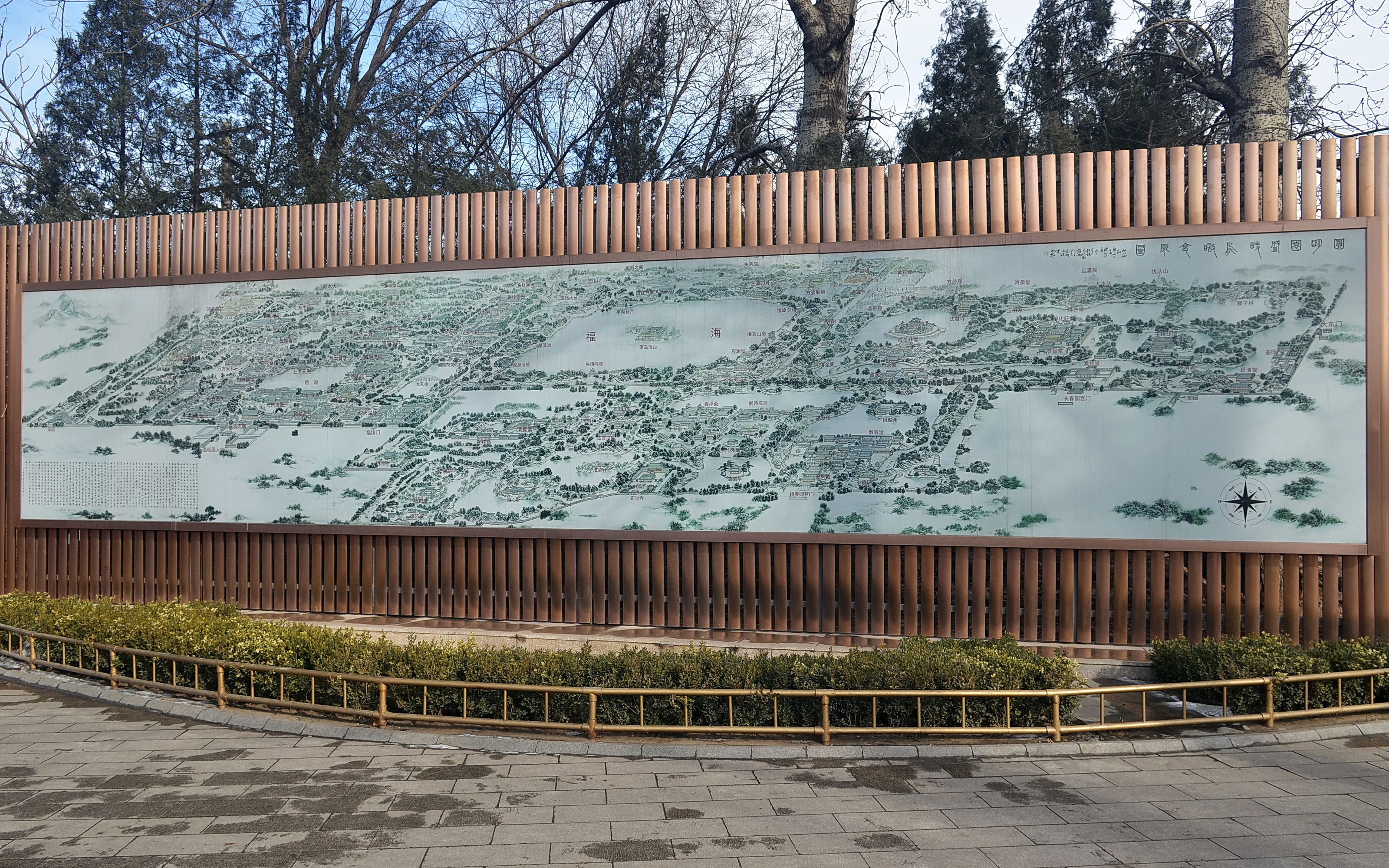
Plan des anciens jardins impériaux.

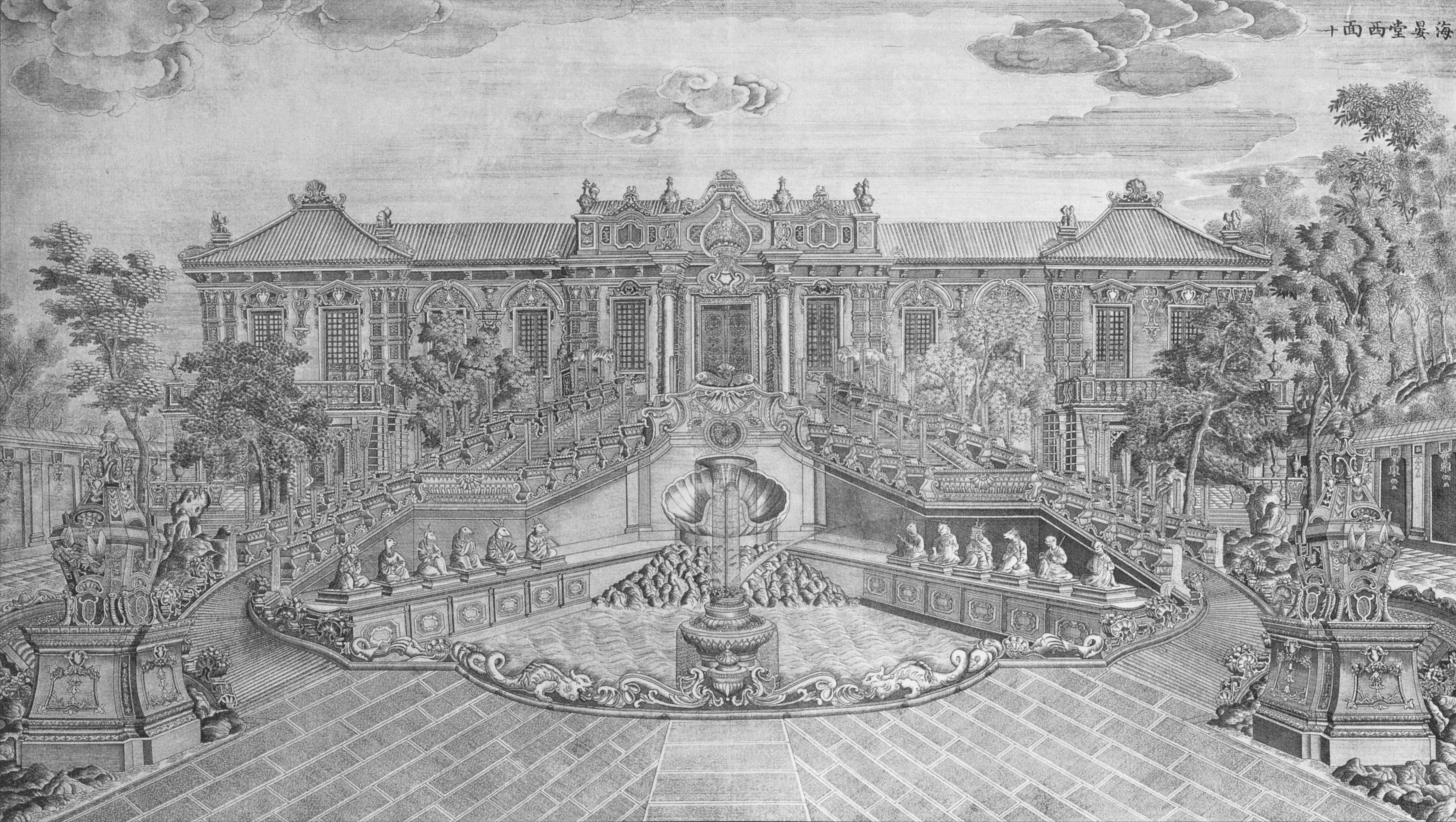
Façade du Haiyantang, gravure sur cuivre (1786).

Les jardins impériaux étaient composés de trois jardins couvrant une superficie totale de 3,5 km2 :
- le jardin de la clarté parfaite (chinois simplifié : 圆明园 ; chinois traditionnel : 圓明園 ; pinyin : Yuánmíng Yuán) proprement dit ;
- le jardin du printemps éternel (chinois simplifié : 长春园 ; chinois traditionnel : 長春園 ; pinyin : Chángchūn Yuán) ;
- le jardin élégant de l'été (chinois simplifié : 绮春园 ; chinois traditionnel : 綺春園 ; pinyin : Qǐchūn Yuán).

Ils étaient cinq fois plus étendus que la Cité interdite et représentaient huit fois la taille de la cité du Vatican. On y trouvait des centaines de structures : salles, pavillons, temples, galeries, jardins, lacs et ponts. Certains paysages connus du sud-ouest de la Chine étaient reproduits dans les jardins impériaux, des centaines d'œuvres d'art et de pièces d'antiquité chinoises étaient conservées dans les salles, ainsi que des exemplaires uniques d'ouvrages et d'anthologies littéraires, faisant ainsi des jardins impériaux une des plus grandes collections au monde.
L'ancien Palais d'Été est souvent associé avec les palaces de style européen (Xi Yang Lou) construits en pierres. Les concepteurs de ces structures, les jésuites Giuseppe Castiglione et Michel Benoist, ont été employés par l'empereur Qianlong pour satisfaire son goût prononcé pour les bâtiments et objets exotiques. Parfois, les visiteurs peu familiers avec la présentation de l'ancien Palais d'Été sont induits en erreur en croyant qu'il se composait essentiellement de palais de style européen. En fait, la zone des jardins impériaux à l'arrière du jardin du printemps éternel où les édifices de style européen se trouvaient était marginale par rapport à la surface totale des jardins. Plus de 95 % des jardins impériaux étaient constitués de bâtiments de style essentiellement chinois. Il y avait aussi quelques bâtiments dans les styles tibétain et mongol, reflétant la diversité de l'Empire Qing.

## Construction

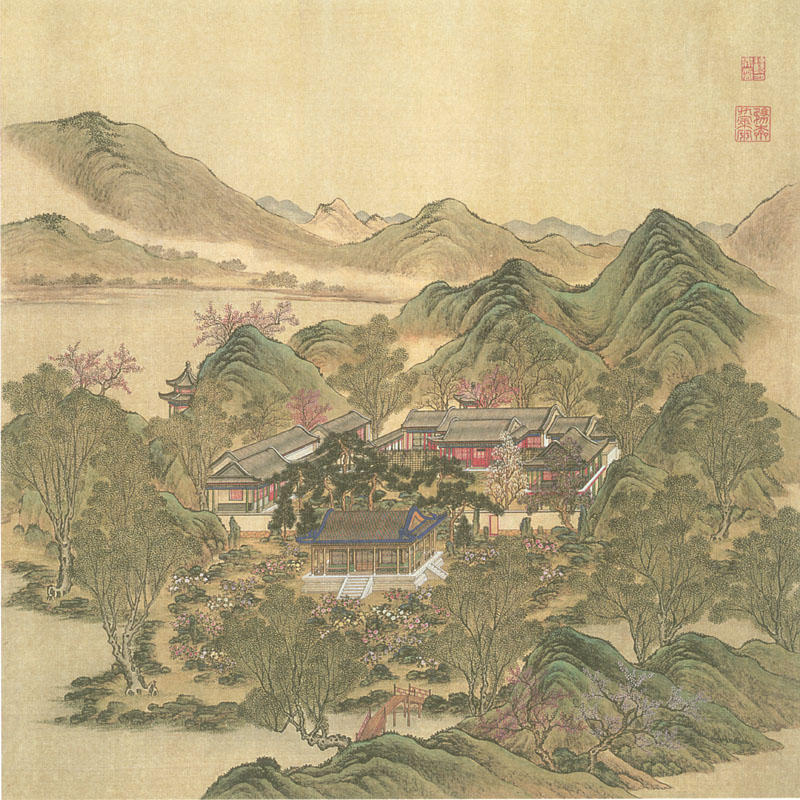
Louyue kaiyun.

La construction initiale du palais commence en 1707, sous le règne de l'empereur Kangxi et est beaucoup moins vaste que sa superficie finale. Le jardin est conçu comme cadeau au quatrième fils de l'empereur, qui deviendra plus tard l'empereur Yongzheng. En 1725, sous le règne de Yongzheng, les jardins impériaux sont fortement agrandis. Yongzheng y introduit des ouvrages d'eau en créant des lacs, ruisseaux et étangs qui complètent les collines et les plaines. Yongzheng nomme également 28 sites pittoresques du jardin.
Sous le règne de l'empereur Qianlong, la seconde expansion est bien engagée. L'empereur dirige personnellement les travaux d'expansion. Il augmente ainsi le nombre de sites pittoresques du jardin pour atteindre le nombre de cinquante. Jusqu'au milieu du XIXe siècle, les jardins connaissent de nombreux aménagements et extensions sous différentes formes.
L'ancien Palais d'Été était une merveille de l'art chinois, considéré par les Chinois comme le palais des palais. En Occident, les pavillons et les jardins avec fontaines et jeux d'eau, réalisés sous la direction de deux pères Jésuites, Giuseppe Castiglione et Michel Benoist et terminés en 1760, sont connus sous le surnom de Versailles Chinois. En 1860, lors de la seconde guerre de l'opium, sous le règne de l'empereur Xianfeng, tout le site du Yuanmingyuan est pillé et saccagé par les troupes franco-britanniques à partir du 7 octobre au soir avant d'être incendié par les Anglais le 18 octobre. Aujourd'hui, la destruction de l'ancien Palais d'Été est considérée comme un symbole de l'agression étrangère et de l'humiliation de la Chine.

## Destruction

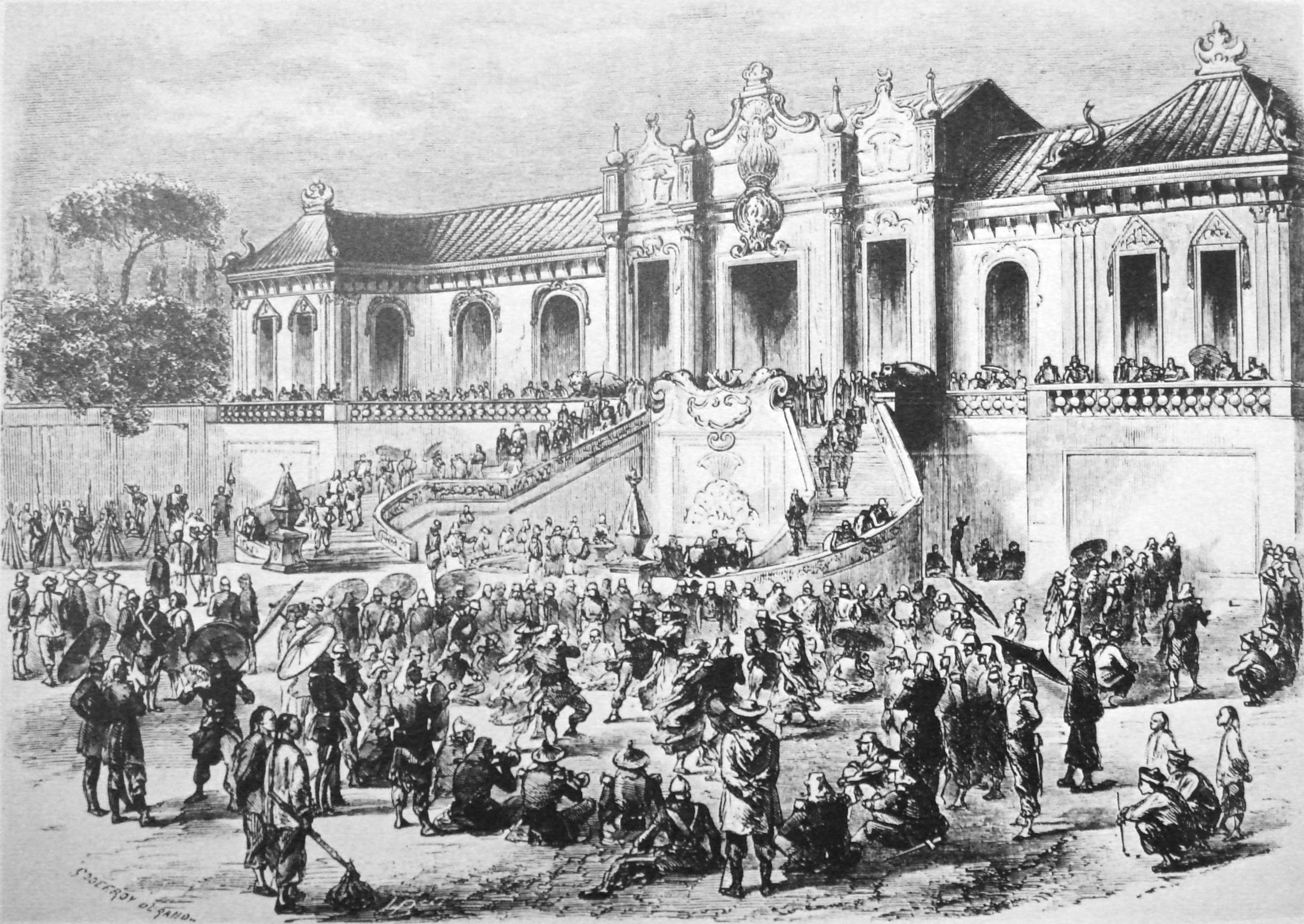
Pillage de l'ancien Palais d'Été par les troupes franco-britanniques en 1860 durant la seconde guerre de l'opium.

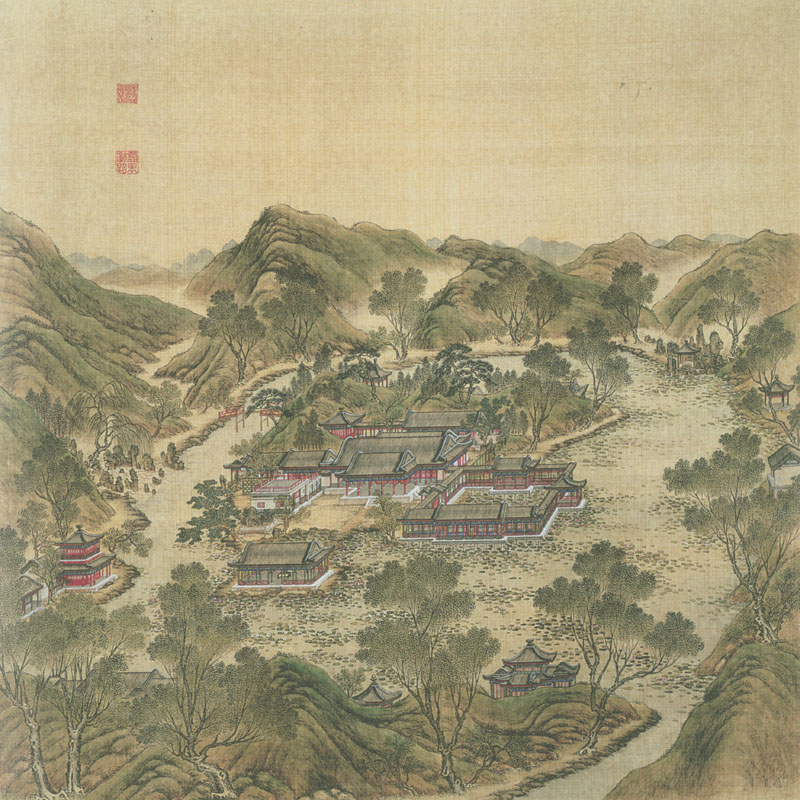
Une variété de salles, des pavillons, des ponts suspendus sur un grand étang de lotus.

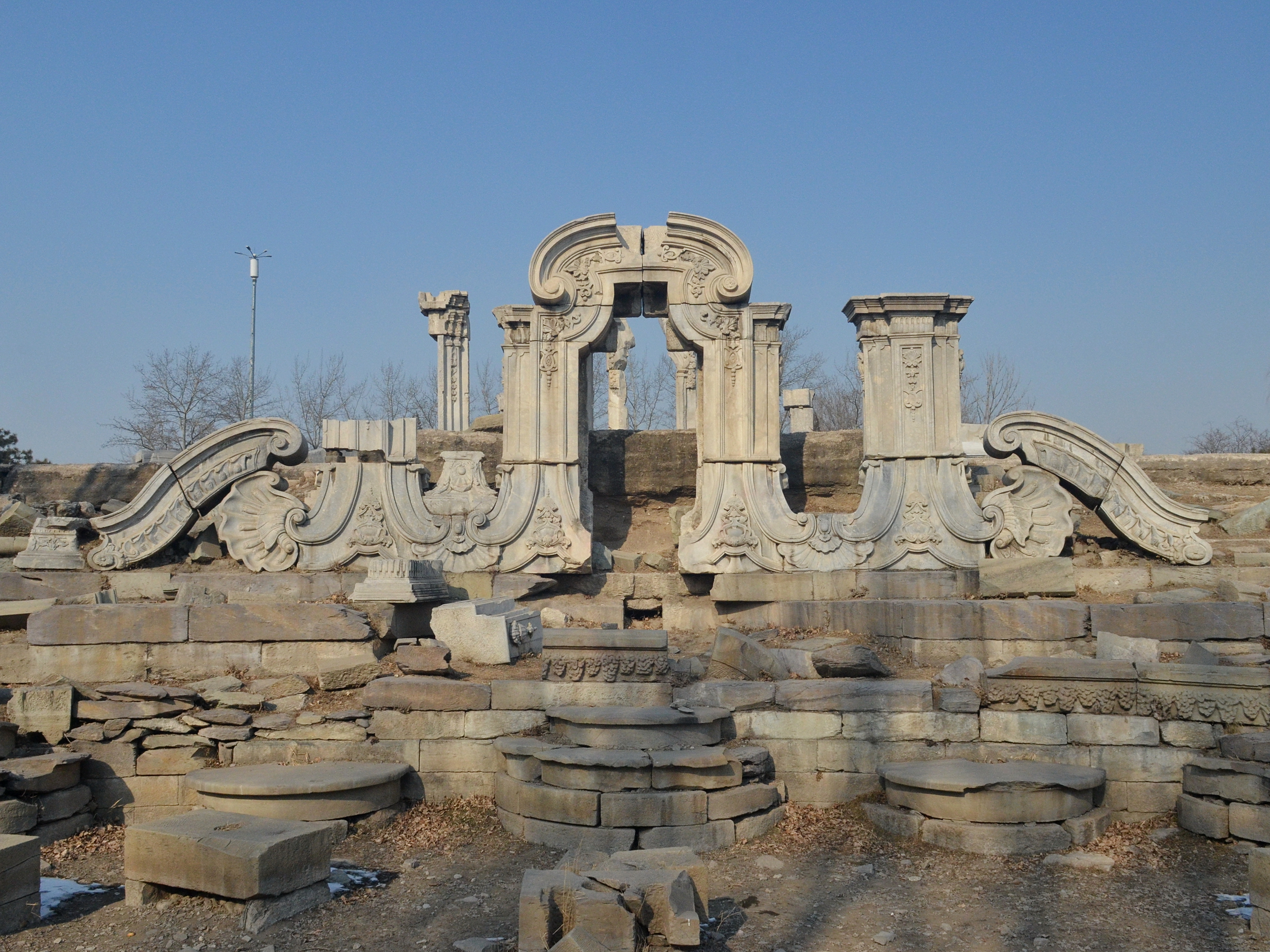
Ruines des palais de style européen.

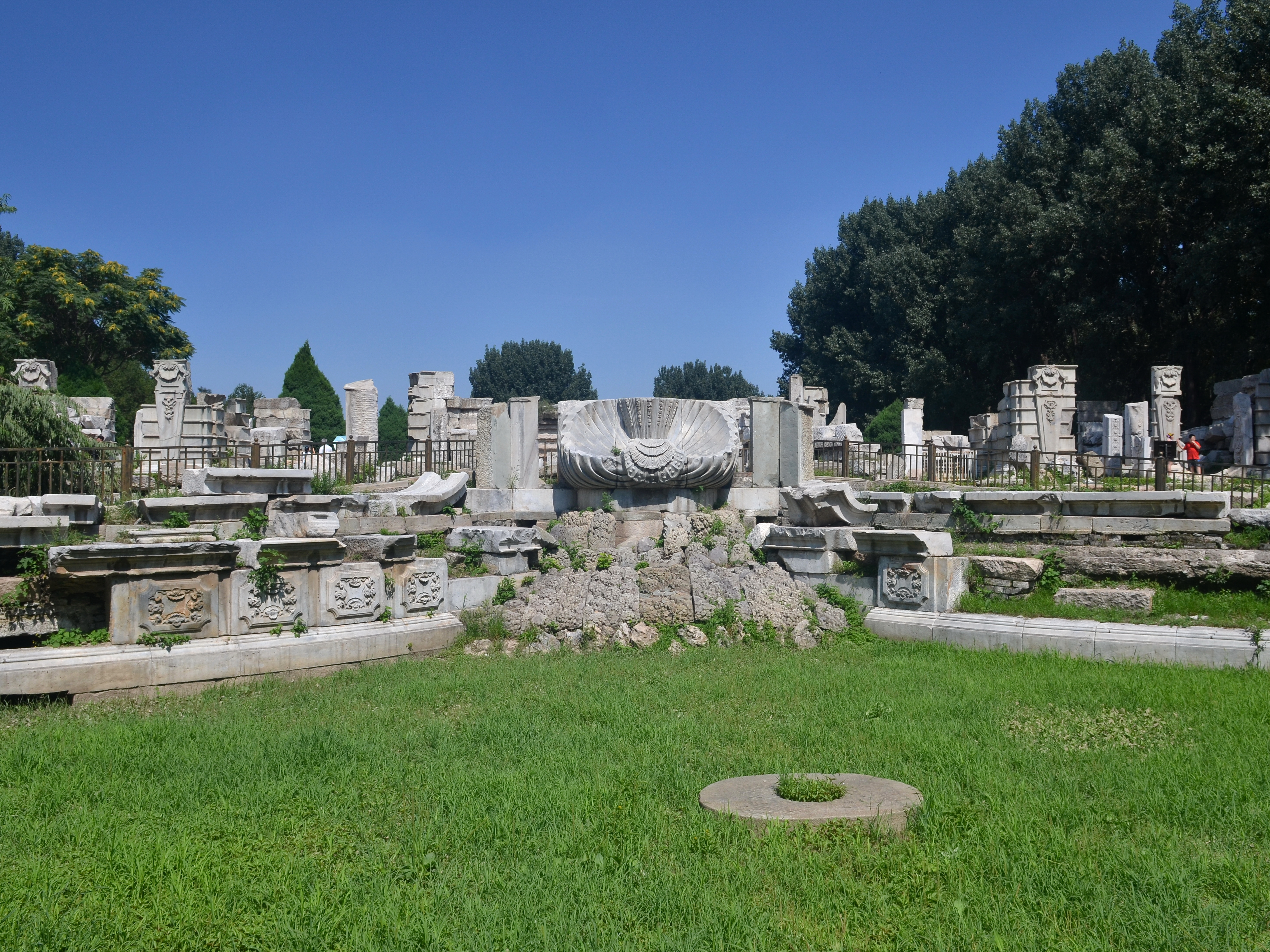
Façade du Haiyantang.

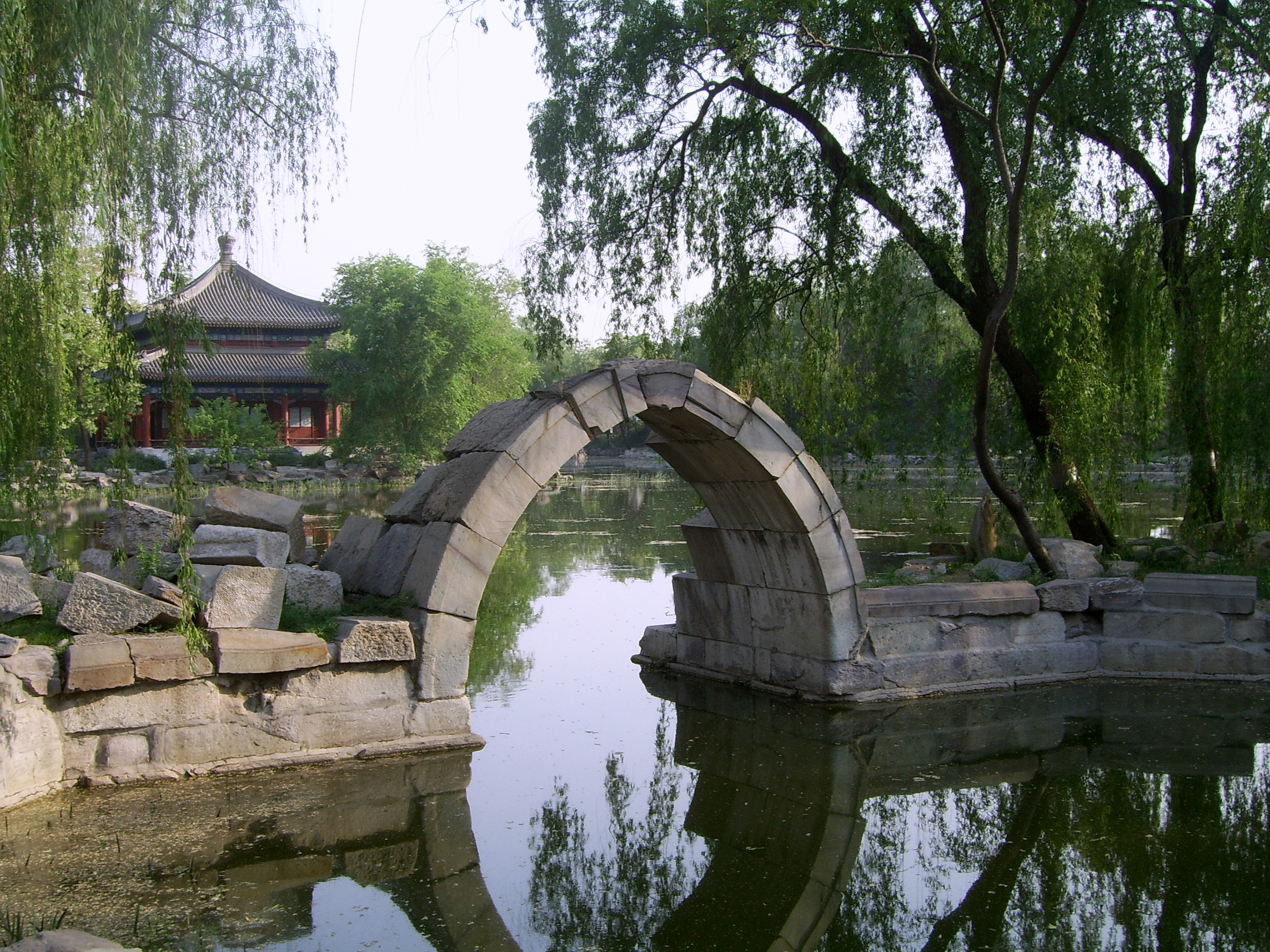
Le pavillon et l'arche en pierre font partie des rares constructions restantes dans les ruines de l'ancien Palais d'Été.

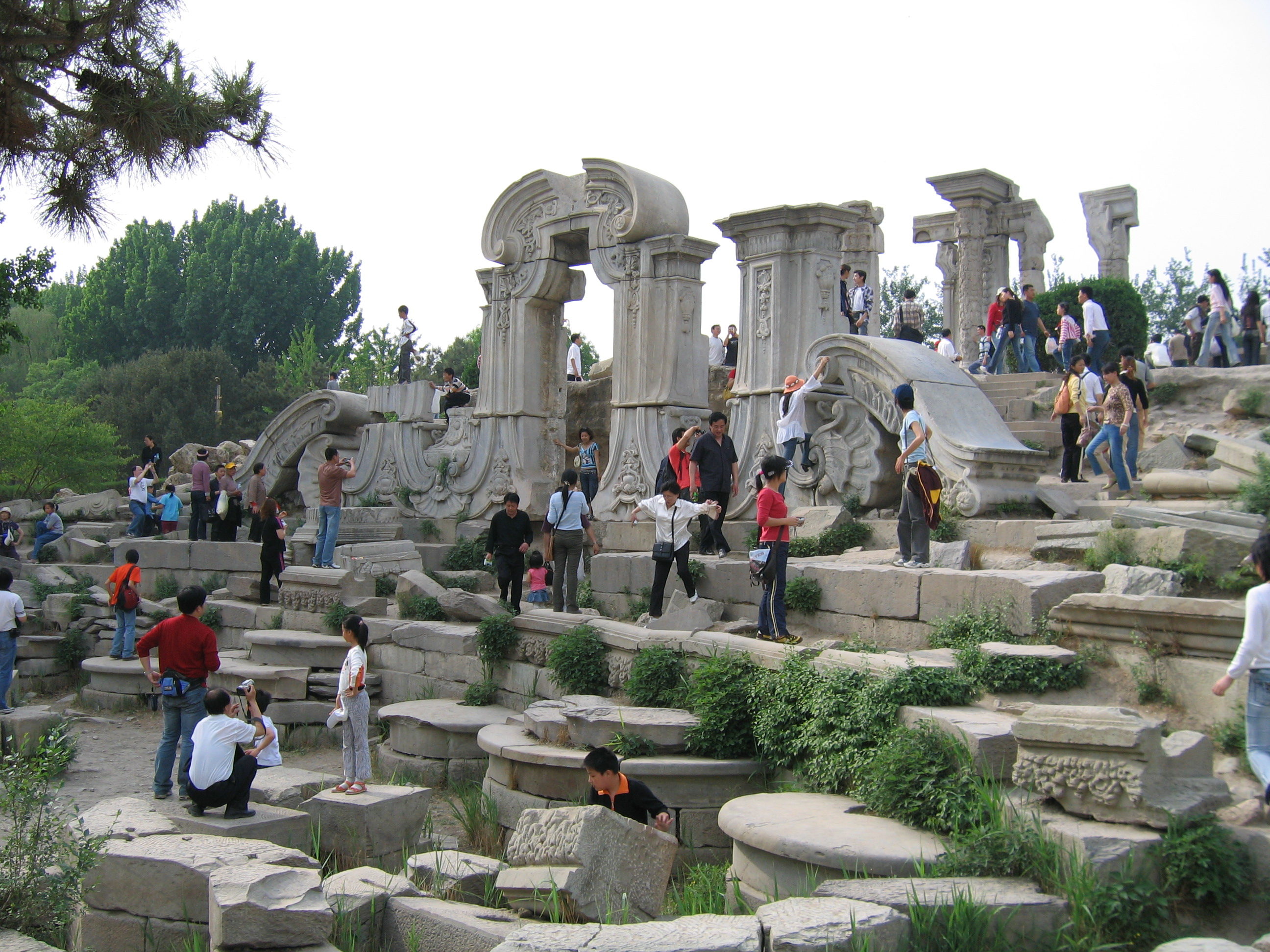
Une des ruines emblématiques en mai 2006, avant que ne soit posée la grille.

Début octobre 1860, durant la seconde guerre de l'opium, les corps expéditionnaires britanniques et français, partis de Tianjin sur la côte, se dirigent vers Pékin.
Les envoyés britanniques, Henry Loch (en) et Harry Smith Parkes, prennent les devants du corps expéditionnaire franco-britannique sous le pavillon de la trêve afin de négocier avec les Chinois à Tongzhou. Après une journée de pourparlers, ils sont soudainement capturés et emprisonnés avec leur petite escorte de soldats britanniques et indiens. Ils sont conduits au Conseil des Peines, à Pékin, où ils sont enfermés et torturés. Parkes et Loch sont relâchés environ deux semaines plus tard avec quatorze autres survivants. Une vingtaine de captifs britanniques, français et indiens meurent. Leurs corps sont à peine reconnaissables. Le traitement qui leur a été réservé provoque une répulsion dans l'armée européenne,.
Dans la nuit du 6 octobre, des unités françaises sont détournées de la force d'attaque principale pour faire route vers l'ancien Palais d'Été qu'ils atteignent le 7 au soir. L'ancien Palais d'Été est alors occupé par seulement quelques eunuques, l'empereur Xianfeng ayant fui. Les troupes britanniques rejoignent les Français le lendemain.
Bien que le commandant français Charles Cousin-Montauban assure au commandant britannique Grant que « rien n'a été touché », le pillage généralisé, également par des Chinois, a bien commencé hors la présence des Anglais. Il n'y a pas de véritable résistance face au pillage, même si des soldats impériaux sont postés dans la campagne environnante.
Le 18 octobre 1860, en représailles à la torture et à l'exécution d'une vingtaine de prisonniers européens et indiens — dont deux diplomates et un journaliste du Times— ainsi que pour contraindre le gouvernement Qing à signer un traité de paix, le haut-commissaire britannique James Bruce, comte d'Elgin, ordonne la destruction du Palais d'Été. La possibilité de s'en prendre également à la Cité interdite est évoquée, dans le but de dissuader l’usage du rapt comme moyen de négociation. Environ 3 500 soldats britanniques incendient le site, qui brûle alors durant trois jours. Seuls 13 pavillons royaux, principalement situés en périphérie ou près du lac, échappent à la destruction. Certains témoignages précisent que seules les maisons des fonctionnaires et des civils à l'extérieur du jardin avaient initialement été incendiées, mais qu'ensuite de nombreux bannerets et bandits en ont alors profité pour piller le palais et poursuivre les destructions,,.
Une fois le Palais d'Été réduit en cendres, une inscription en chinois est érigée : « Ceci est la récompense de la perfidie et de la cruauté ». L'incendie du palais est le dernier épisode de la seconde guerre de l'opium.
Charles Gordon, alors capitaine de 27 ans dans les Royal Engineers, écrit à propos de cet incendie de 1860 :
« Nous sommes sortis, et, après l'avoir pillé, avons entièrement brûlé le lieu, détruisant comme des vandales des biens des plus précieux qui ne [pourraient] pas être remplacés pour quatre millions. Nous avons reçu en récompense plus de 48 £ chacun... J'ai bien fait. Les populations [locales] sont très courtoises, mais je pense que les nobles nous haïssent, comme ils le doivent après ce que nous avons fait au Palais. Vous pouvez à peine imaginer la beauté et la magnificence des lieux que nous avons brûlés. Ça brisait le cœur de les brûler ; en fait, ces lieux étaient si grands, et nous étions tellement pressés par le temps, que nous ne pouvions pas les dépouiller avec soin. Quantités d'ornements en or ont été brûlés, considérés comme étant en laiton. C'était un travail misérablement démoralisant pour une armée. »
Victor Hugo, quant à lui, écrit dans sa lettre Au capitaine Butler : 
« Cette merveille a disparu. Un jour, deux bandits sont entrés dans le Palais d'Été. L’un a pillé, l’autre a incendié. [...] L’un des deux vainqueurs a empli ses poches, ce que voyant, l’autre a empli ses coffres ; et l’on est revenu en Europe, bras dessus, bras dessous, en riant. Telle est l’histoire des deux bandits. Nous, Européens, nous sommes les civilisés, et pour nous, les Chinois sont les barbares. Voilà ce que la civilisation a fait à la barbarie. Devant l’histoire, l’un des deux bandits s’appellera la France, l’autre s’appellera l’Angleterre,. »
L'écrivain espérait aussi que la France se sentirait un jour coupable et retournerait ce qui avait été dérobé à la Chine.
Une consolation pour les Chinois vient du fait que les pilleurs britanniques et français ont préféré la porcelaine tout en négligeant les vaisselles en bronze, très prisées localement pour cuisiner et enterrer dans les tombes. Beaucoup de ces trésors datent des dynasties Shang, Zhou et Han et sont âgés de 3 600 ans. Une exception cependant est le pillage de la fontaine du zodiaque située devant le Haiyan Tang (海晏堂, « Hall de la paix nationale ») avec ses douze têtes d'animaux en bronze. Deux de ces têtes créent une polémique en France en 2009, lors de la vente aux enchères de la collection d'Yves Saint Laurent et Pierre Bergé (voir ci-après).
En 1873, selon les plans de l’architecte Yangshi Lei (en), établis à la demande de l’impératrice douairière Cixi en vue d’une éventuelle reconstruction, l’ancien Palais d’Été n’était pas entièrement détruit. Par ailleurs, des photographies datant de 1870 montrent que plusieurs bâtiments de style occidental étaient encore relativement intacts . Quelques pavillons du Jardin du Printemps Élégant ayant échappé à l’incendie, la cour impériale tenta de les restaurer et de reconstruire l’ensemble du complexe. Toutefois, le projet échoua faute de moyens financiers, en raison du contexte difficile que traversait alors la Chine.
A partir de 1886, l'impératrice douairière Cixi construisit cependant un nouveau Palais d'Été (頤和園 - « le jardin de l'harmonie préservée ») près de l'ancien, mais à une plus petite échelle.
Le Palais d’Été subit une seconde destruction en 1900, lors de l'invasion de l’Alliance des huit nations venue étouffer la révolte des Boxers, mais aucune preuve formelle n’établit la responsabilité directe des forces étrangères ; les dégâts pourraient avoir été causés par des traînards, des eunuques ou des éléments incontrôlés de l’armée des Huit Bannières. Cette seconde dévastation entraîne également la destruction du parc et l’abattage de nombreux arbres centenaires, et aucun bâtiment ne subsiste après ce nouvel assaut ,,.
Après la chute de la dynastie Qing en 1911, les pierres de l’ancien Palais d’Été furent progressivement réutilisées par des Seigneurs de la guerre chinois, des bureaucrates et politiciens locaux. À partir de 1917, ce sont des agriculteurs qui commencent à s'installer dans les jardins pour les cultiver, aplanissant alors les collines et comblant les mares et ruisseaux. Après toutes ces destructions, les ruines furent continuellement pillées, notamment par des chercheurs de trésors, y compris durant la Révolution culturelle. Certains spécialistes évoquent alors les « quatre catastrophes » : du feu, du bois, de la pierre et de la terre .

## Conséquences

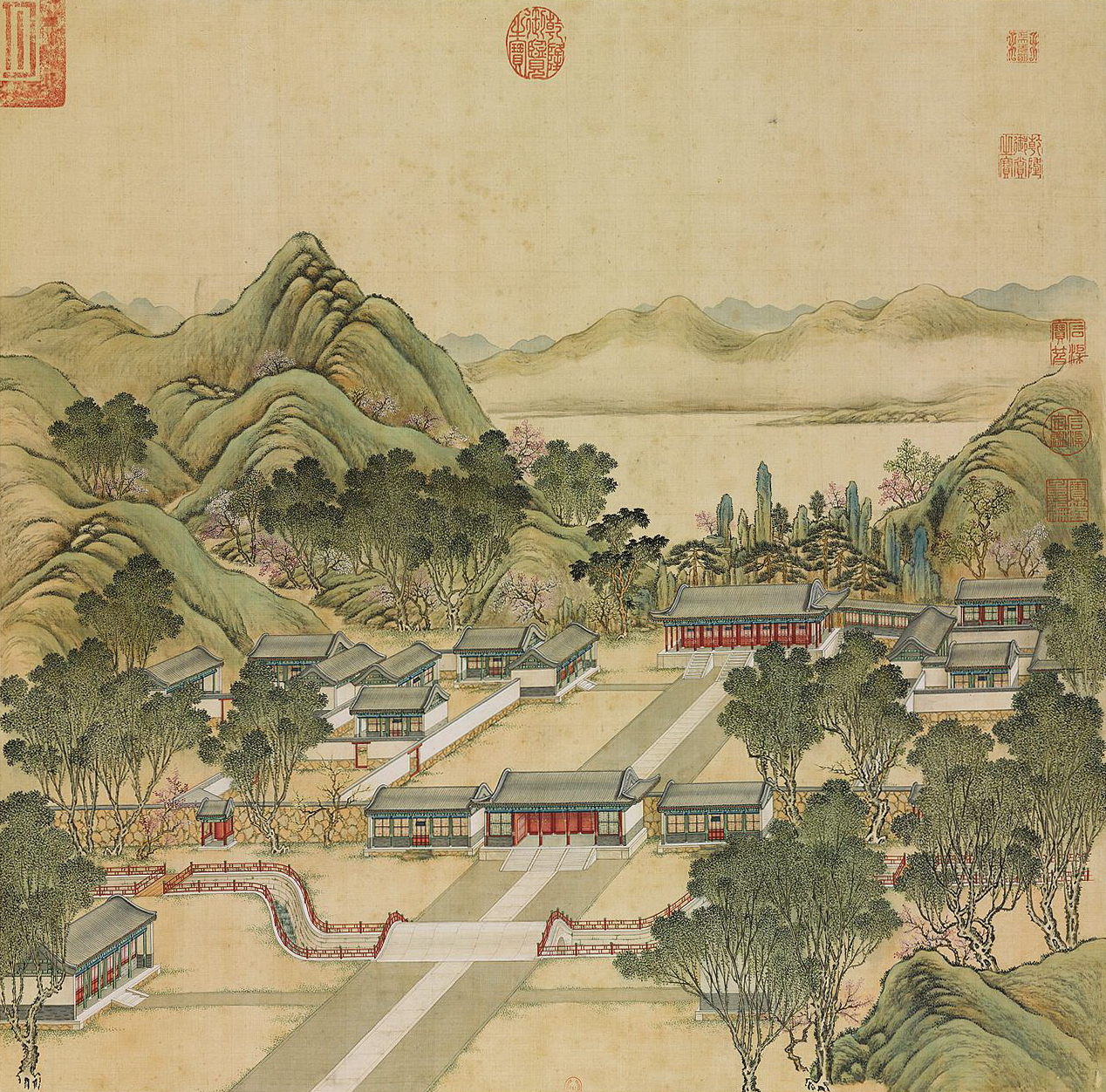

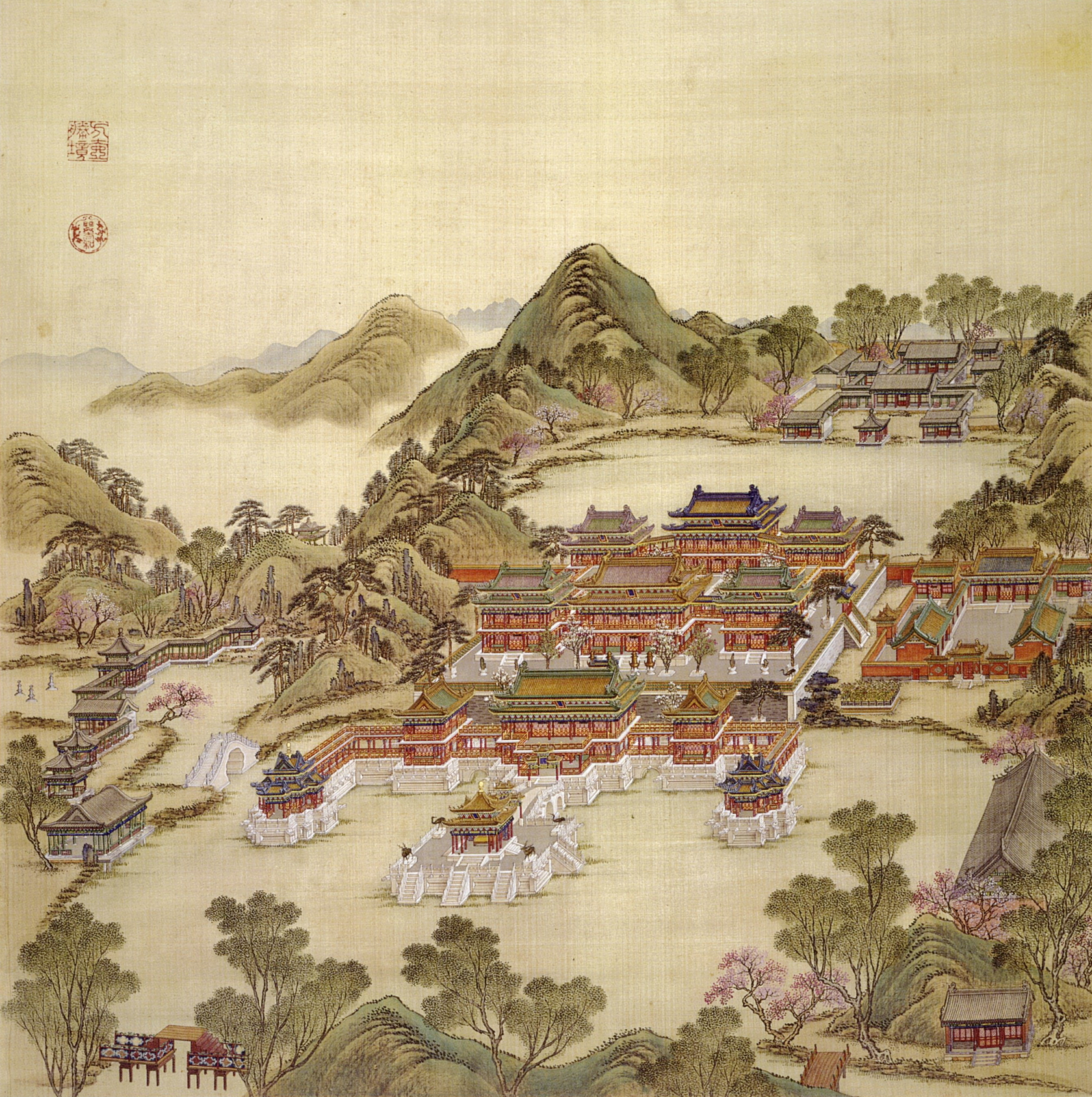

À la suite de cette catastrophe culturelle, la cour impériale déménage et gagne la Cité interdite plus austère, où elle restera jusqu'en 1924, quand le dernier empereur Puyi sera chassé par l'armée républicaine.
Il faudra attendre les années 1980 pour que le gouvernement chinois se réapproprie le site et le transforme en site historique. Finalement seules les structures des palais de style européen ont survécu grâce à leur conception en pierre, contrairement aux édifices en bois de style chinois. Certaines ruines en pierre se trouvent toujours sur le site et cela induit en erreur de nombreux visiteurs qui pensent ainsi à tort que l'ancien Palais d'Été était seulement constitué de bâtiments de style européen.
Cet incendie du Palais d'Été est encore aujourd'hui un sujet très sensible en Chine, perçu par la plupart des Chinois comme un acte barbare et criminel. Les crimes commis par les forces alliées anglo-françaises sont certes odieux, mais les véritables coupables sont aussi le régime politique corrompu de la dynastie Qing, sa faiblesse militaire et son mépris du peuple ,.

## Projets de réhabilitation

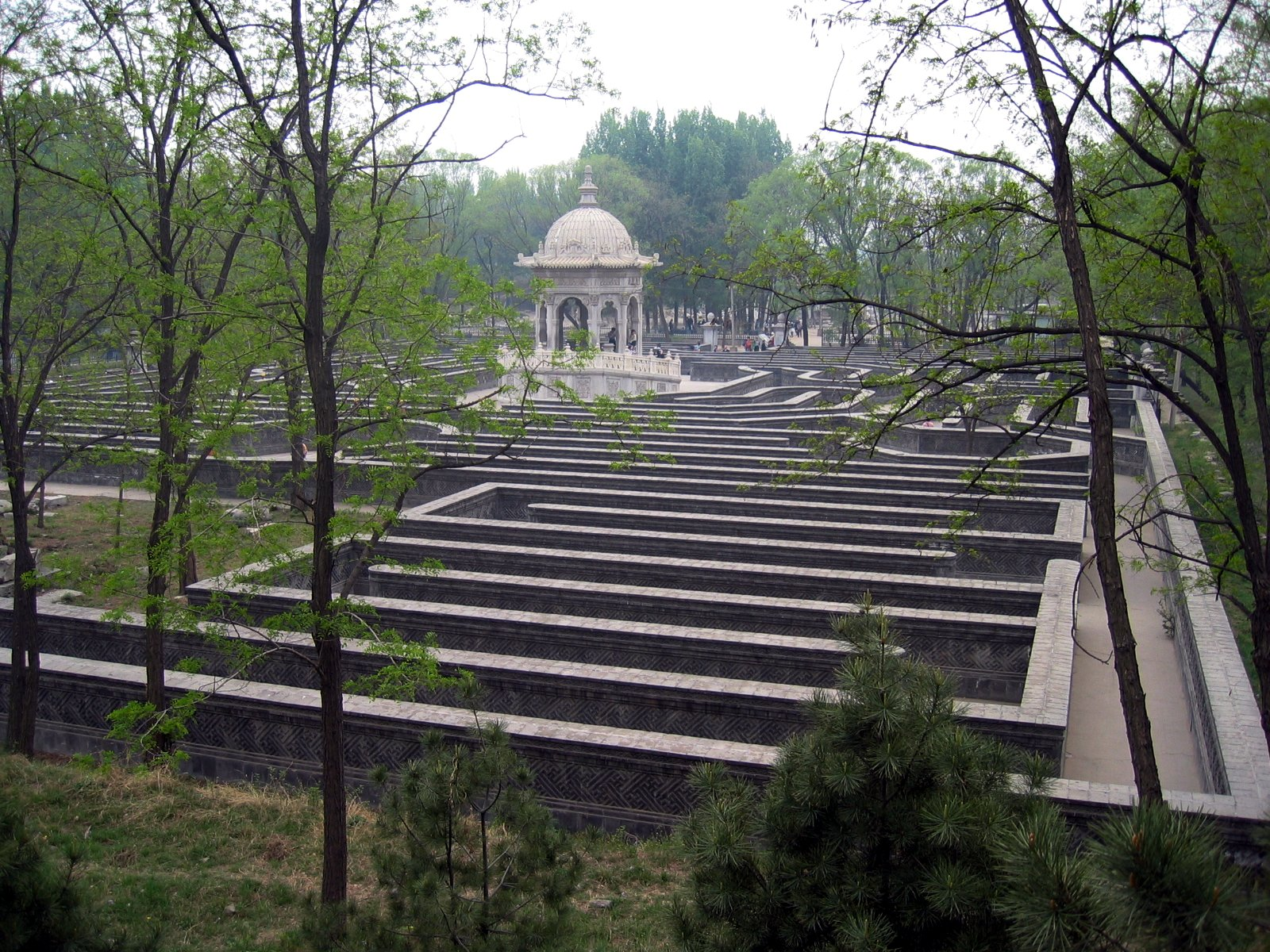
Huang Hua Zhen, près des bâtiments de l'ouest.

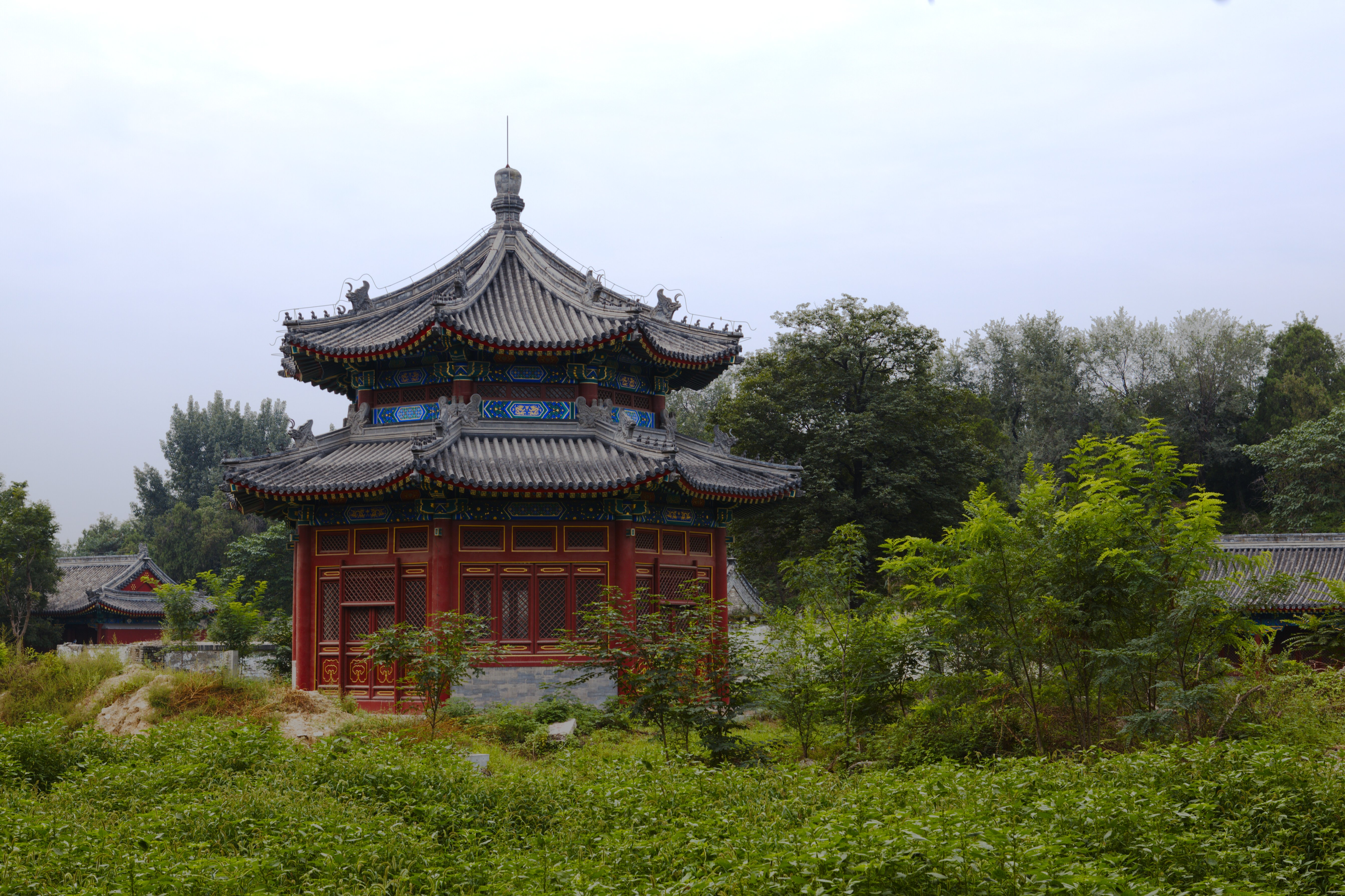
Les restes du temple Zheng Jue dans le jardin du printemps élégant sont parmi les quelques sites de l'ancien Palais d'Été qui ont été restaurés.

Il existe actuellement plusieurs programmes en Chine pour la reconstruction des jardins impériaux, mais ceux-ci rencontrent une opposition au motif qu'ils vont détruire une relique importante de l'histoire de la Chine moderne. Le gouvernement chinois a donc décidé de conserver le site en ruine, afin de montrer aux générations futures les conséquences de la domination de la part de puissances étrangères. En outre, la reconstruction serait une entreprise colossale, et aucune reconstruction des structures au sol n'a été approuvée. Cependant, les lacs et ouvrages d'eau dans la partie est des jardins ont été recreusés et remplis d'eau, alors que les collines entourant les lacs ont été débroussaillées, recréant ainsi une vision longtemps oubliée.
En février 2005, des travaux sont entrepris pour réduire les pertes d'eau des lacs et canaux à Yuanmingyuan en couvrant un total de 1,33 km2 de leur lit par une fine membrane pour réduire les infiltrations. L'administration du parc fait valoir le fait que cette prévention de fuites permet d'économiser l'argent du parc, puisque de l'eau est ajoutée aux lacs une fois par an au lieu de trois fois l'an. Cependant, les opposants au projet, dont le professeur Zhengchun Zhang de l'Université de Lanzhou, craignent que le projet ne détruise l'écologie du parc, qui dépend de l'infiltration de l'eau des lacs et de la connexion entre les lacs et le système d'eau souterrain. On craint également que la réduction des infiltrations perturbe également le système des eaux souterraines de Pékin qui souffre déjà d'épuisement. Des préoccupations se font aussi à propos des jardins, qui sont un site d'héritage de la ville de Pékin et dont on modifie l'apparence. Ce problème, une fois exposé à la question publique, a immédiatement causé un véritable tollé dans la presse, en raison du souvenir encore douloureux de l'humiliation des étrangers provoquée par la destruction du jardin des jardins. Le bureau de protection de l'environnement de Pékin a récemment mené une étude d'impact du projet sur l'environnement.
Une copie partielle du palais, le nouveau palais Yuan Ming (圓明新園), est construite en 1997 dans la ville méridionale de Zhuhai, dans la province de Guangdong, comme parc d'attraction. Y sont reconstituées dix-huit des quarante « scènes » de l'ancien Palais d'Été à l'échelle 1:1 sur un terrain de 1,39 km2, ce qui représente 1/6 de la surface de l'original.

## Rachats des trésors pillés
À ce jour, beaucoup de reliques dérobées dans les jardins sont conservées dans des musées et collections privées étrangers. Bien que le gouvernement chinois tente de les récupérer, seulement quelques statuettes du jardin du printemps éternel de l'empereur Yongzheng ont pu être récupérées. Elles sont maintenant exposées dans le musée national de Pékin.
En 2013, l'homme d'affaires Huang Nubo fait un don de 1,6 million de dollars au musée d'art de Bergen, ce qui permet de récupérer sept colonnes de marbre blanc de l'ancien palais impérial.

## Cinéma et littérature
Les évènements ont fait l'objet de nombreux films en Chine. Le plus célèbre est Huo shao yuan ming yuan (火燒圓明園; également connu sous le nom de Incendie du Palais Impérial, ou L'incendie de Yuan Ming Yuan), réalisé par Li Han-hsiang (李翰祥) en 1983. Il s'agit une coproduction entre la Chine continentale et Hong Kong, qui est encore sous l'emprise britannique à cette époque. Le film est distribué en Allemagne en 1990 sous le titre Das Imperium brennt,[réf. nécessaire].
George MacDonald Fraser a écrit un roman (Flashman and the Dragon) publié en 1985 qui aborde à la fois la destruction du Palais d'Été et la révolte des Taiping. Il s'agit d'un des romans historiques le plus densément documenté de l'auteur, appartenant à la saga des Archives Flashman. Il présente le point de vue européen avec certaines critiques.

## Photos et gravures

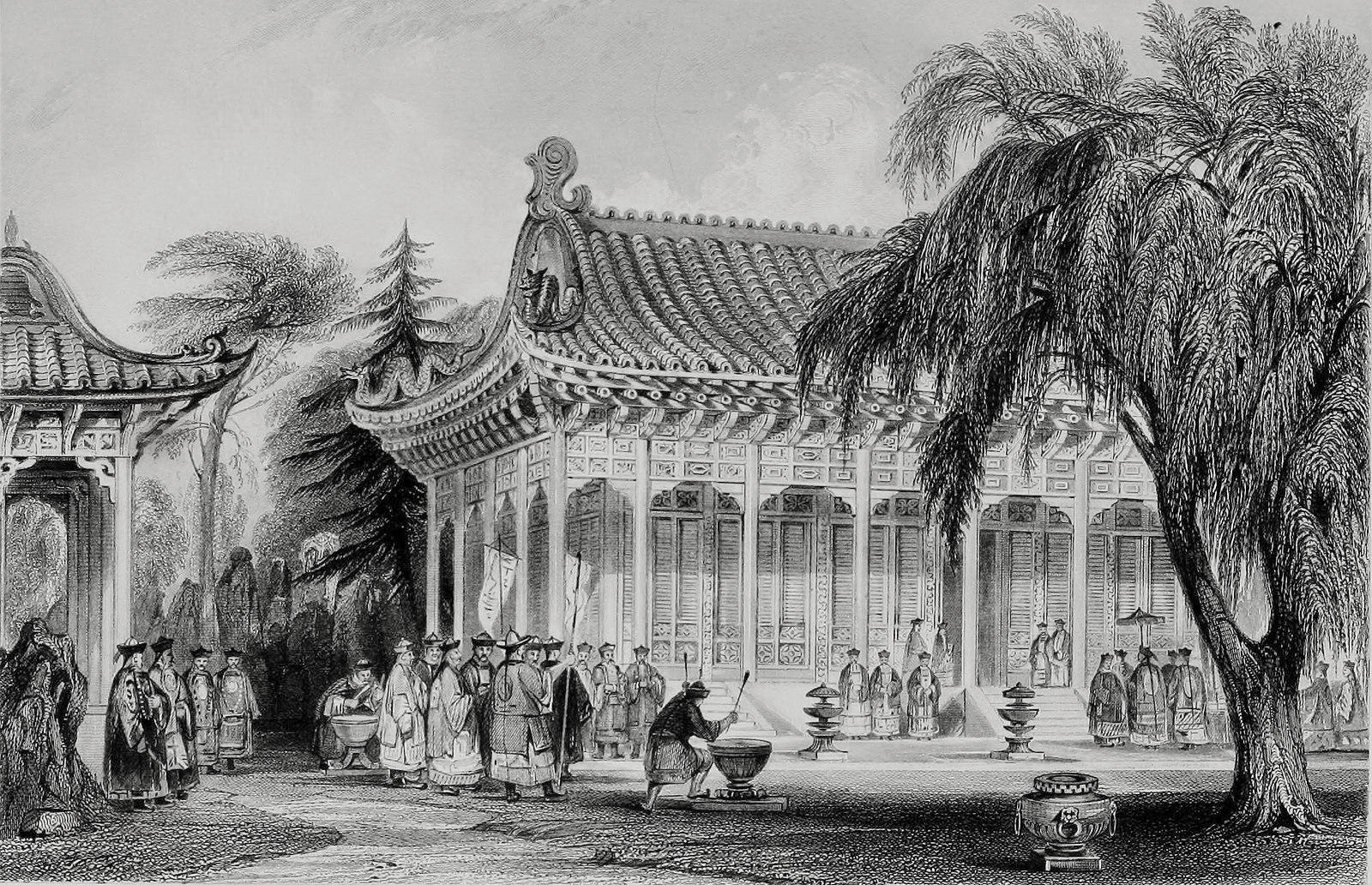
Gravure ancienne.
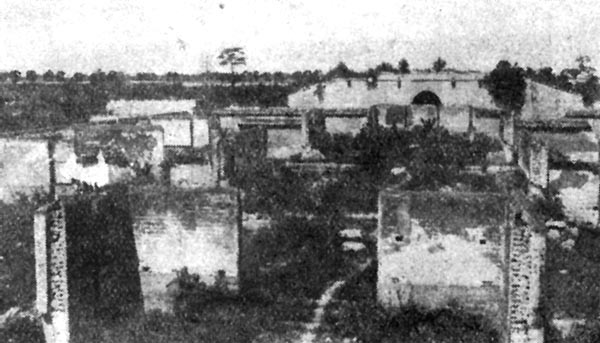
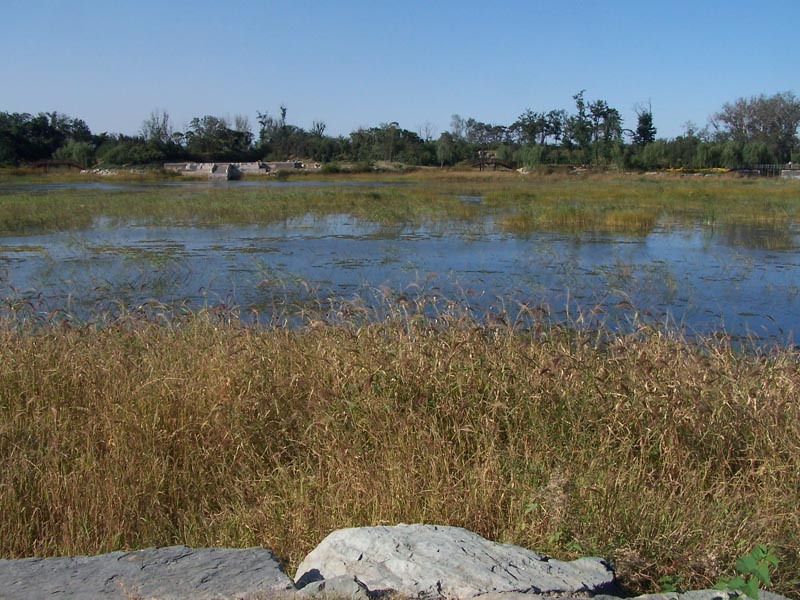
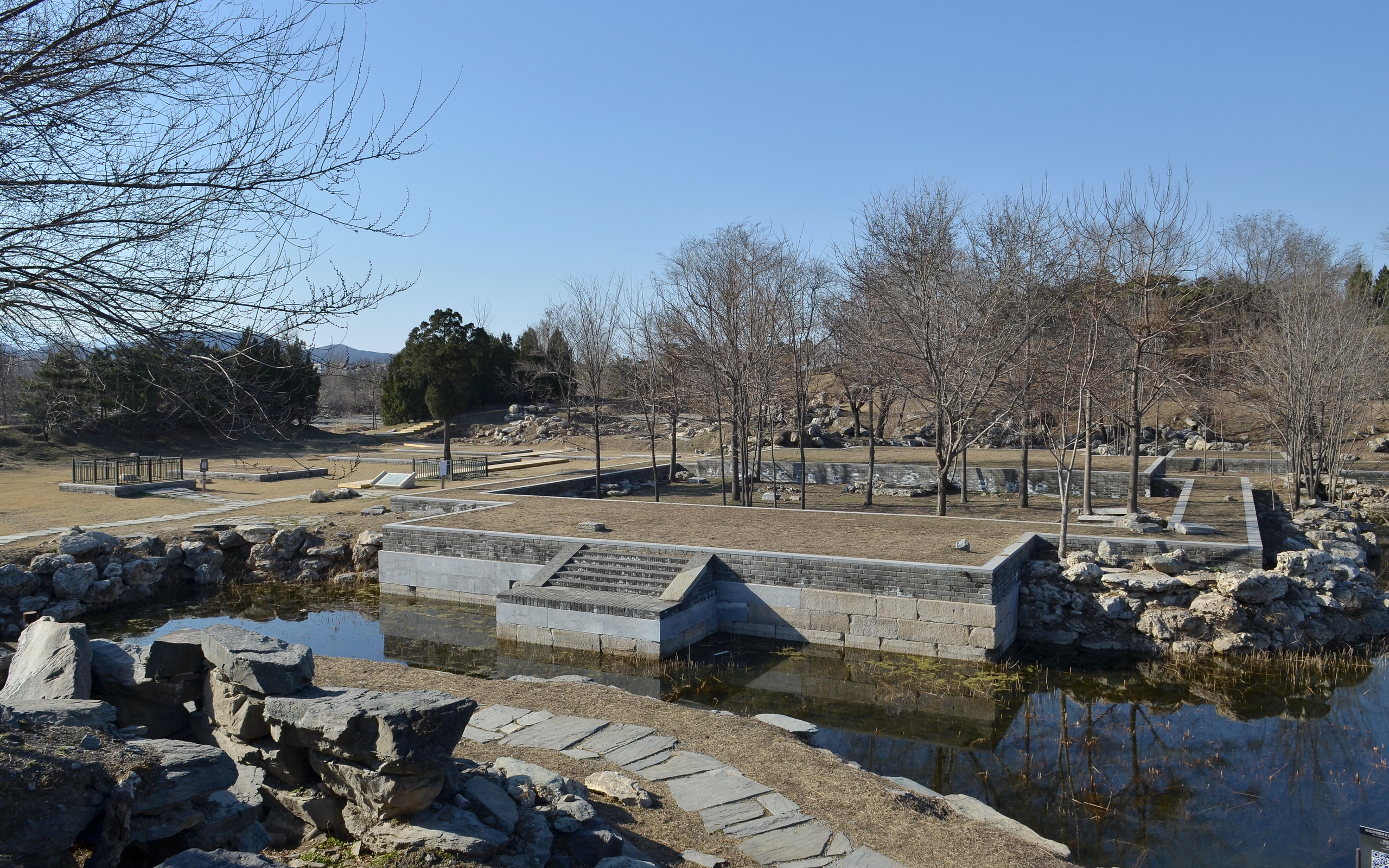
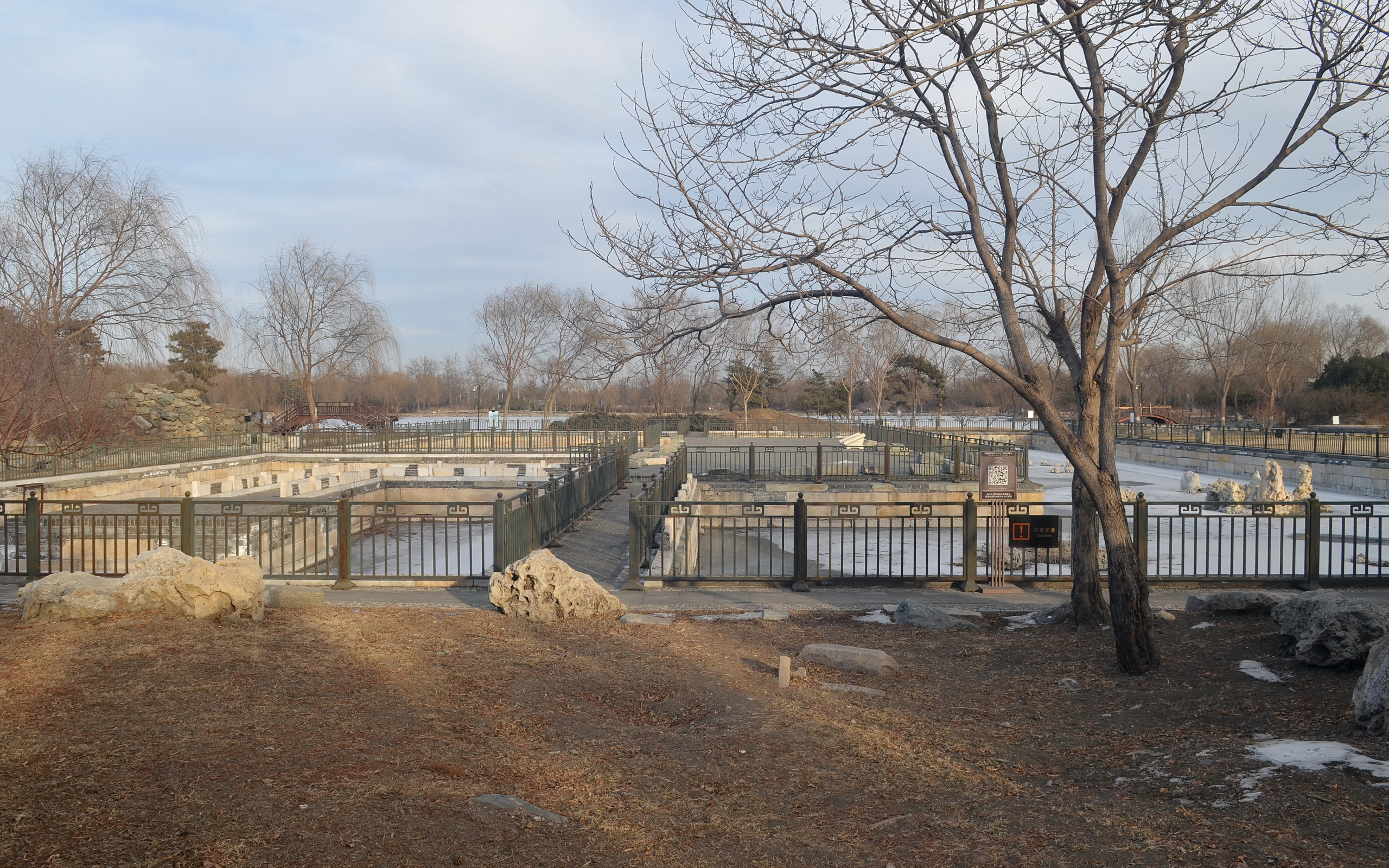
Tǎntǎn Dangdang.
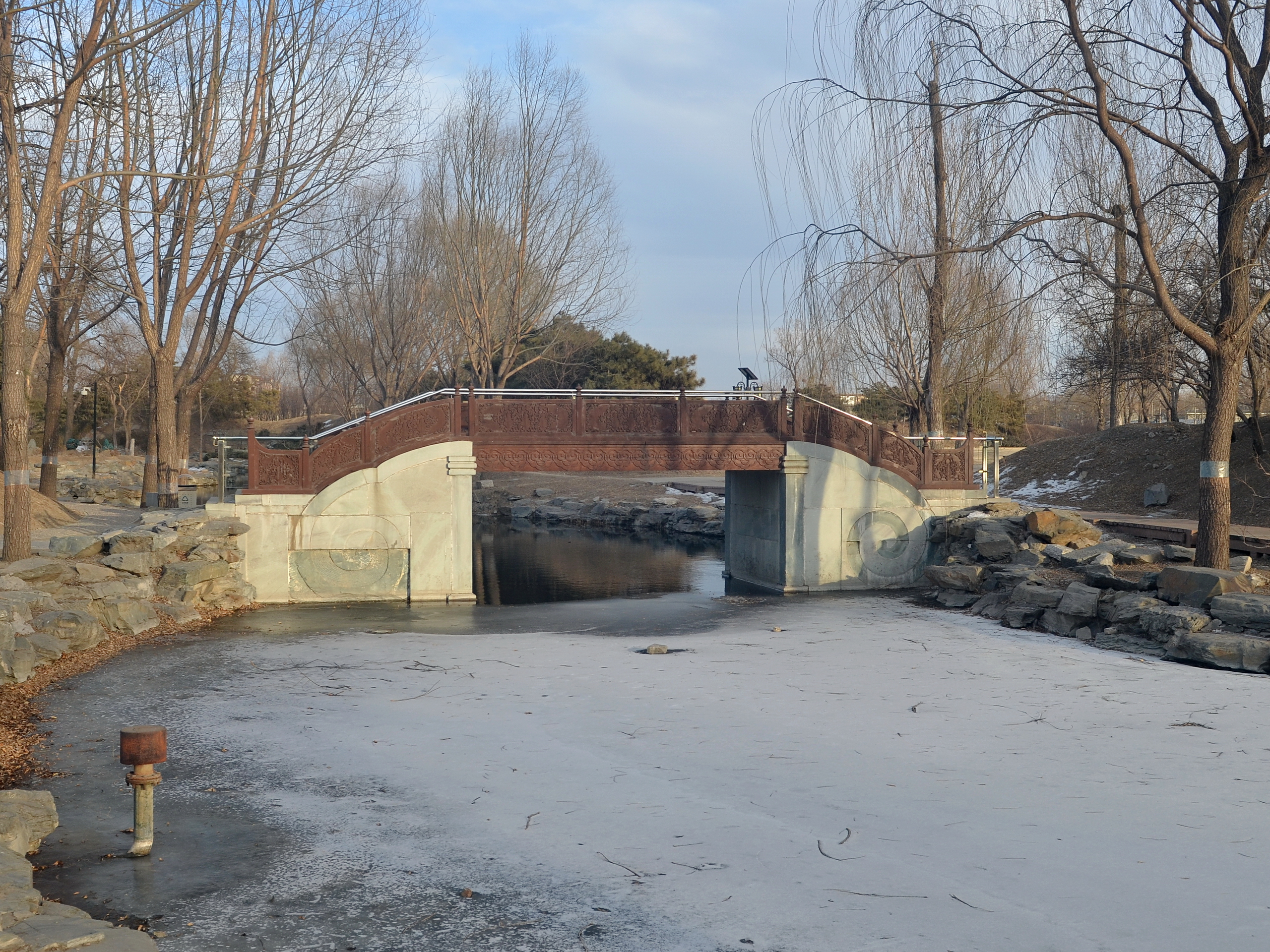
Ruyi.
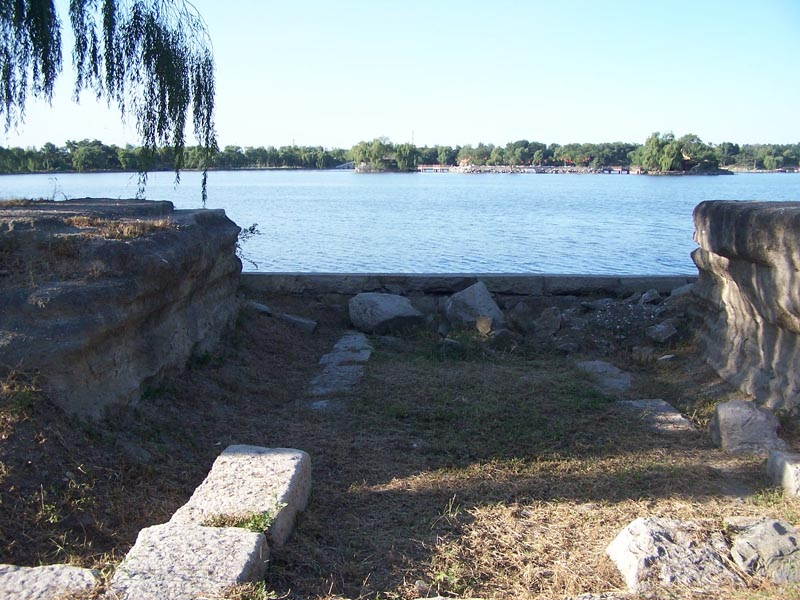
Lac Fuhai.
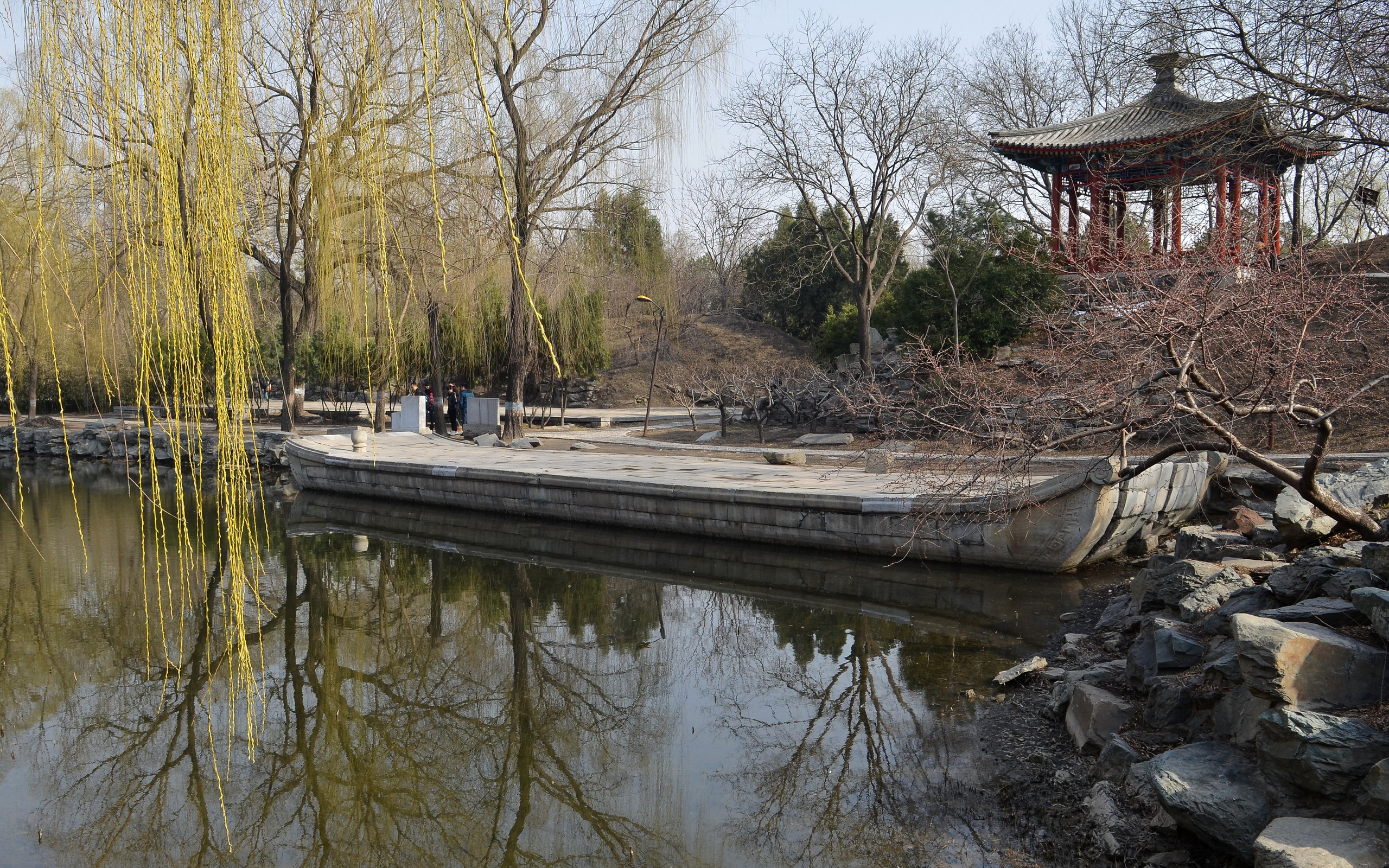
Barque de pierre sur le lac du Yuan Ming Yuan.
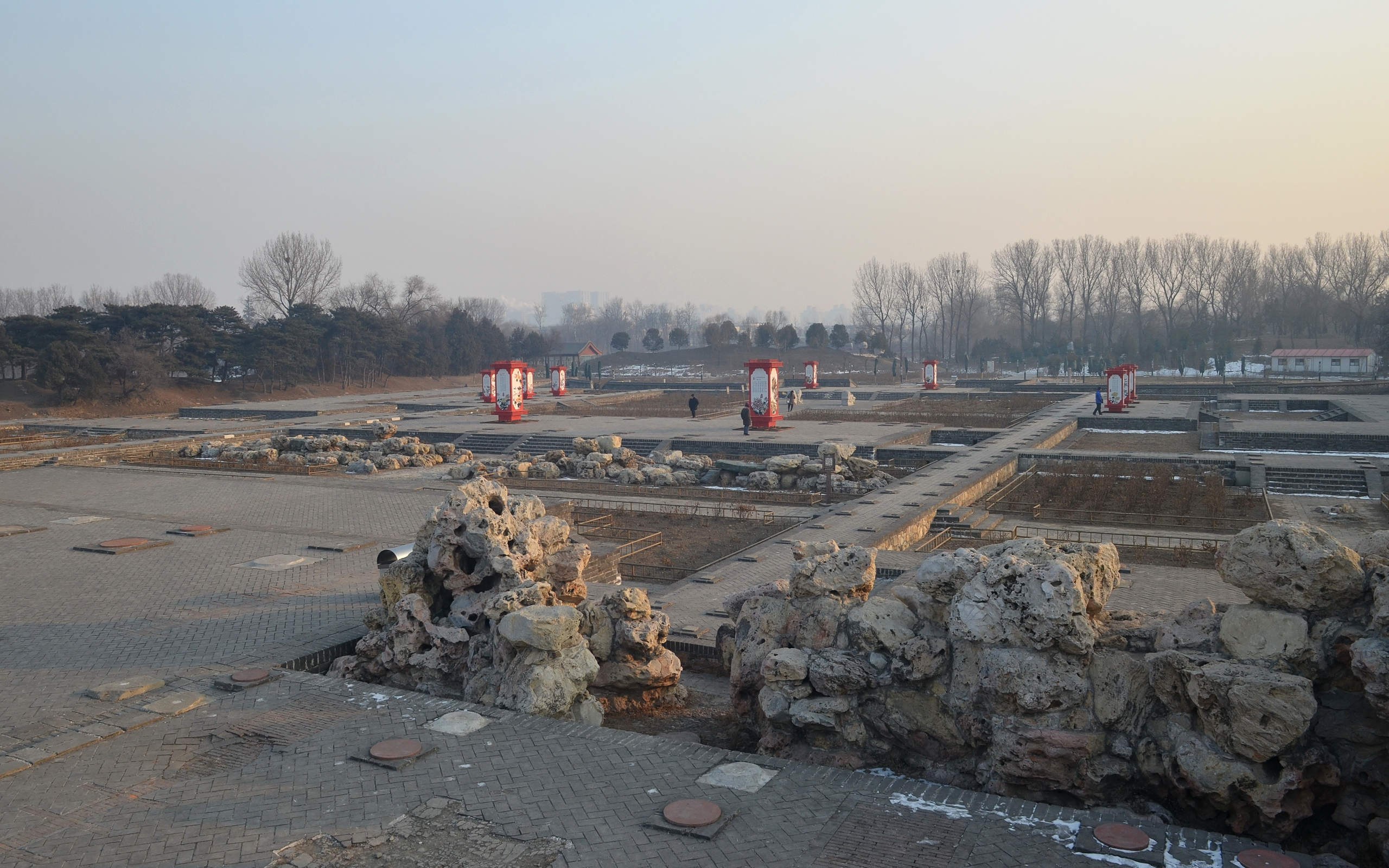
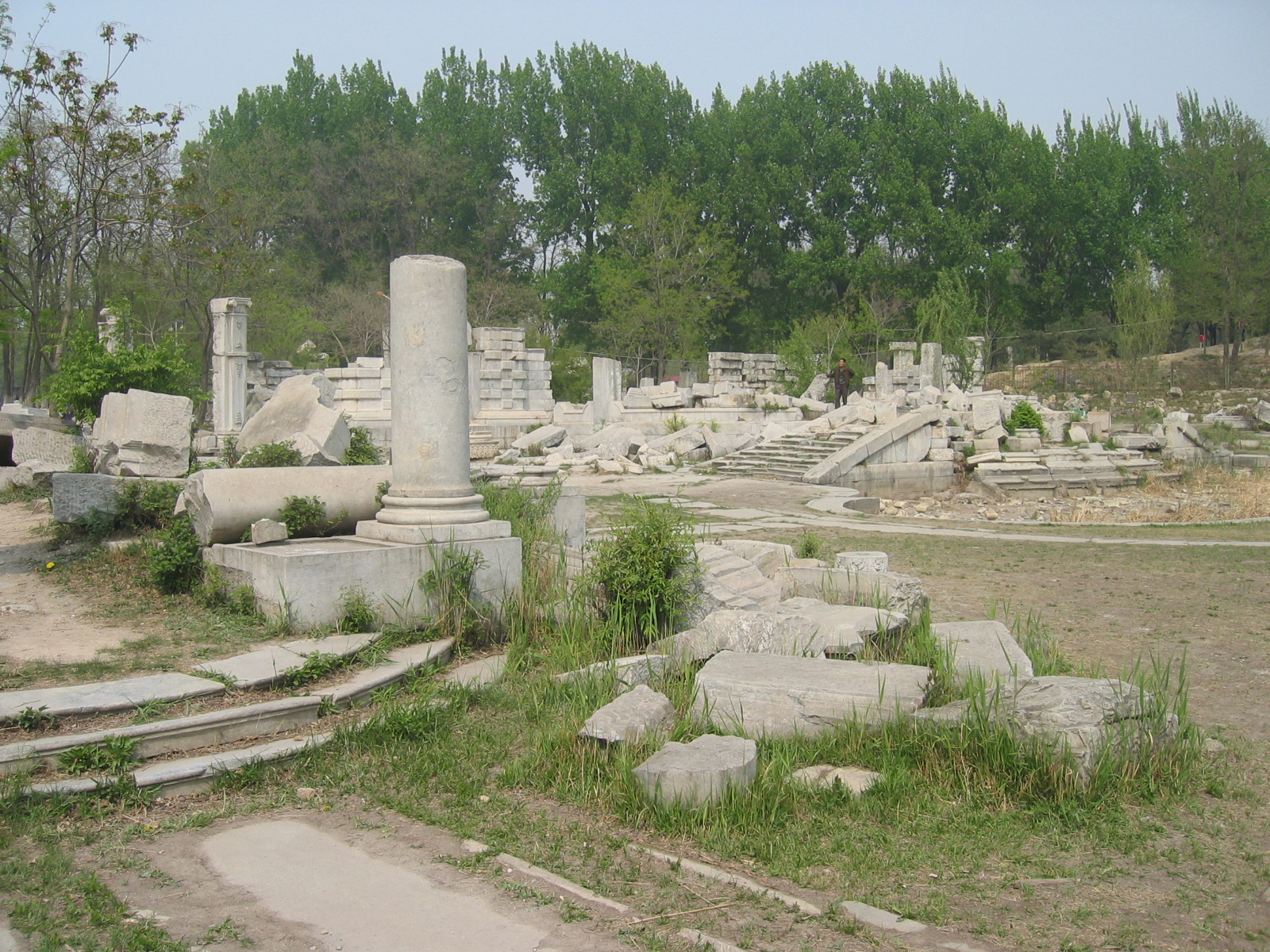
Xieqiqu.
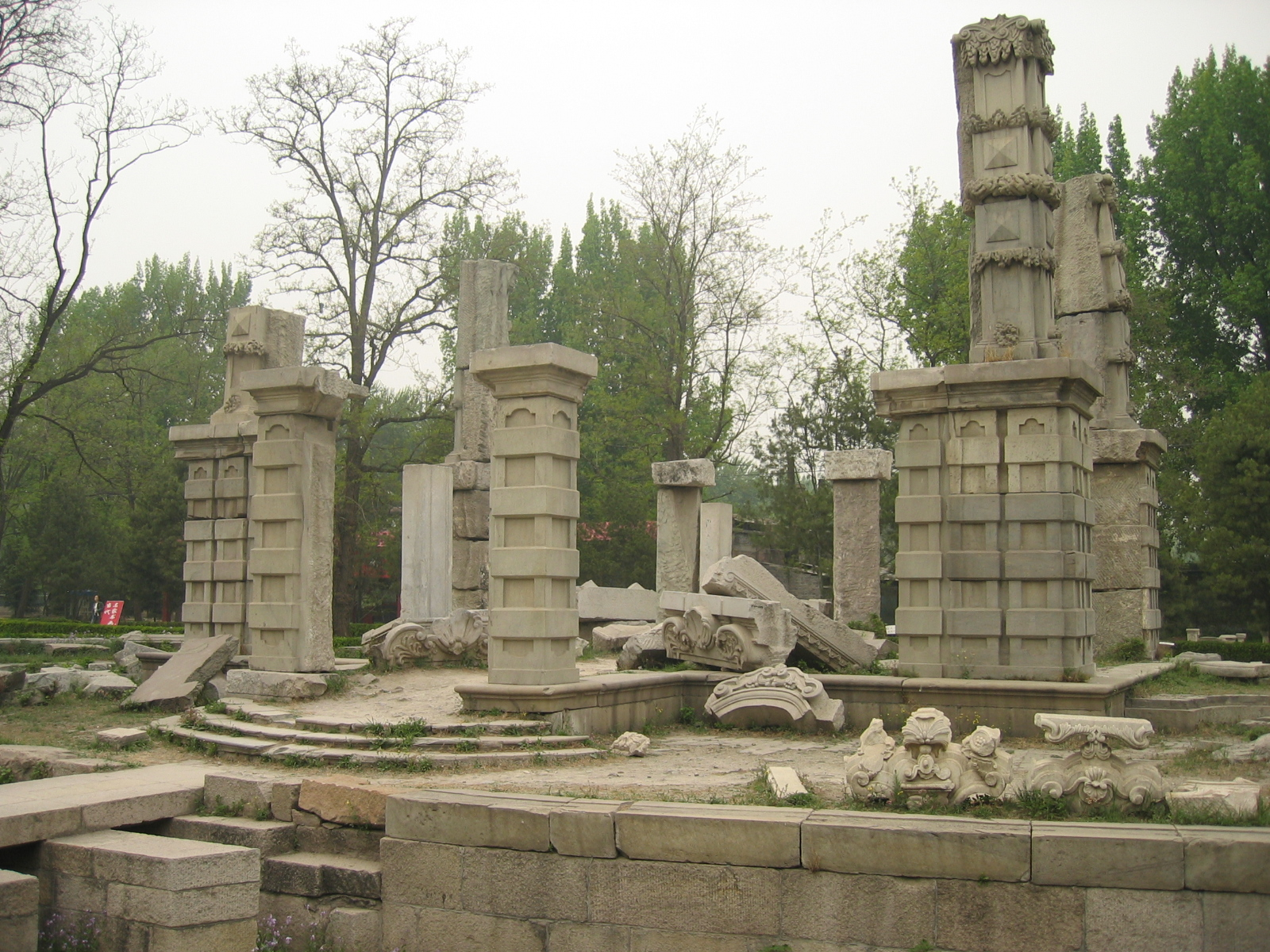
Ruines du Fang Wai Guan.
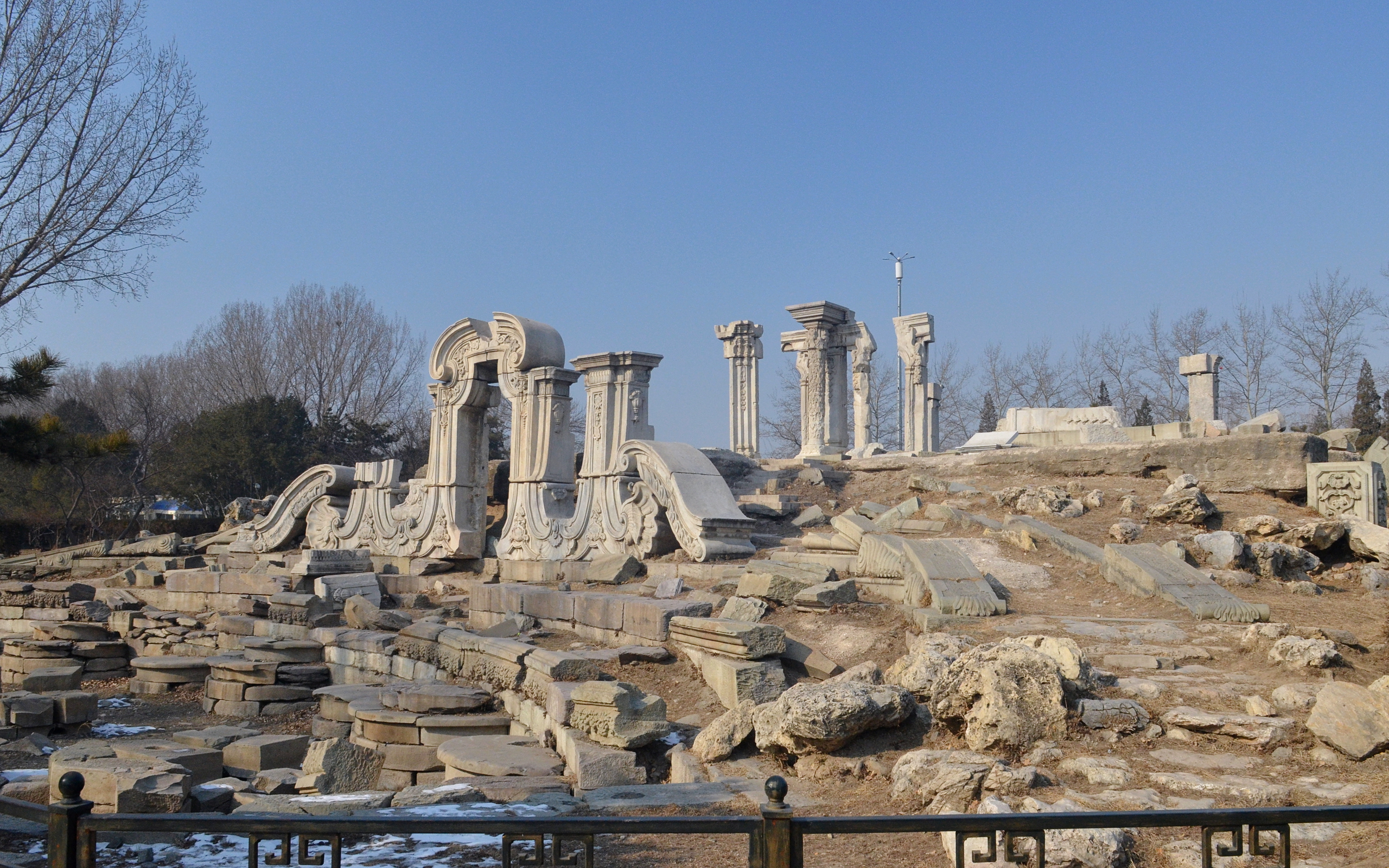
Ruines du Dashunfa et Yuan Ying Guan.

Panorama de l'entrée ouest.